# Contea di Faulk
La contea di Faulk (in inglese Faulk County ) è una contea dello Stato del Dakota del Sud, negli Stati Uniti. La popolazione al censimento del 2000 era di 2 640 abitanti. Il capoluogo di contea è Faulkton.